# Giacomo della Porta

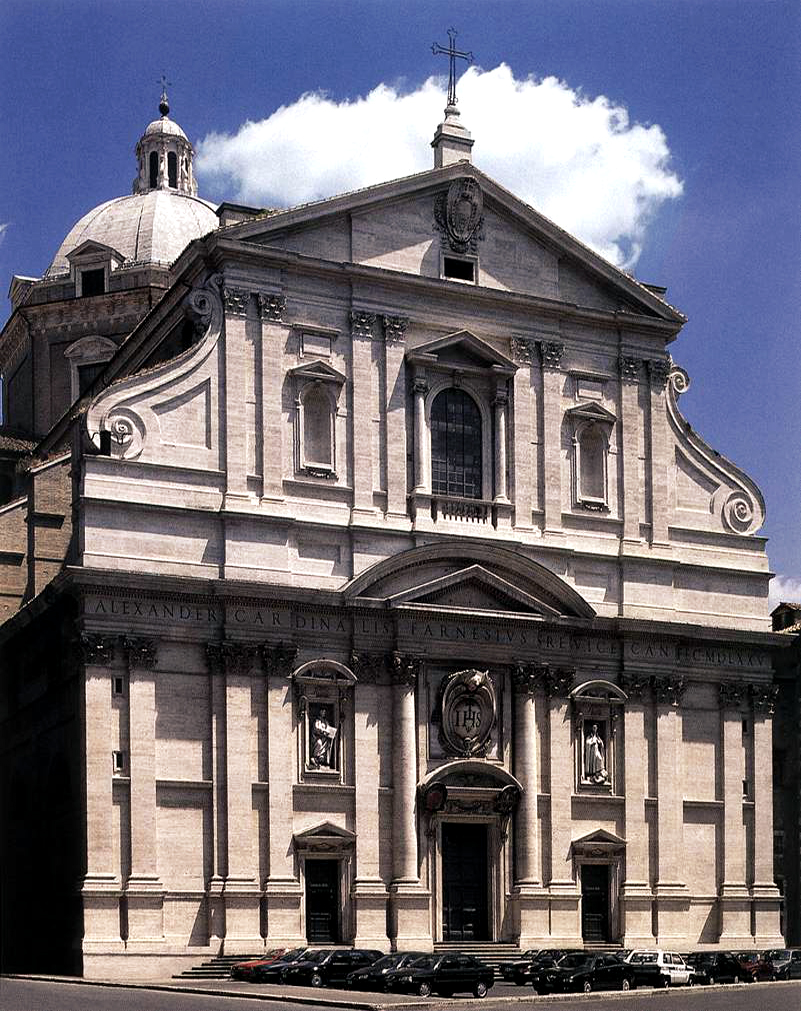
Giacomo della Porta: Fassade von Il Gesù

Giacomo della Porta (* um 1532 in Porlezza oder in Rom; † 3. September 1602 in Rom) war ein italienischer Architekt und Bildhauer in der Nachfolge von Michelangelo und Giacomo Barozzi da Vignola. Er gilt als Wegbereiter des römischen Barock.

## Leben
Giacomo della Porta, Sohn des Bildhauers Bartolomeo, begann seine Lehre bei einem Stuckateur. Er wurde Schüler Michelangelos und einer der wichtigste Vermittler seiner architektonischen Errungenschaften. Seine Hauptwerke sind im Wesentlichen Weiterführungen von Bauten, die ihm zur Vollendung anvertraut wurden und denen er jeweils individuelle Akzente gab. So leitete er nach Michelangelos Tod 1564 die Arbeiten der Gesamtanlage am Kapitolsplatz als Architetto del Popolo Romano, vollendete die Arbeiten am Konservatorenpalast und dem Senatorenpalast und stellte die Cordonata, die Freitreppe fertig (1564–1575). Entgegen den ursprünglichen Plänen legte er u. a. einen breiten Frontprospekt durch eine stärker eingeschnittene, flachere Freitreppe an und stellte den Senatorenpalast ins Zentrum der Sichtachse. 

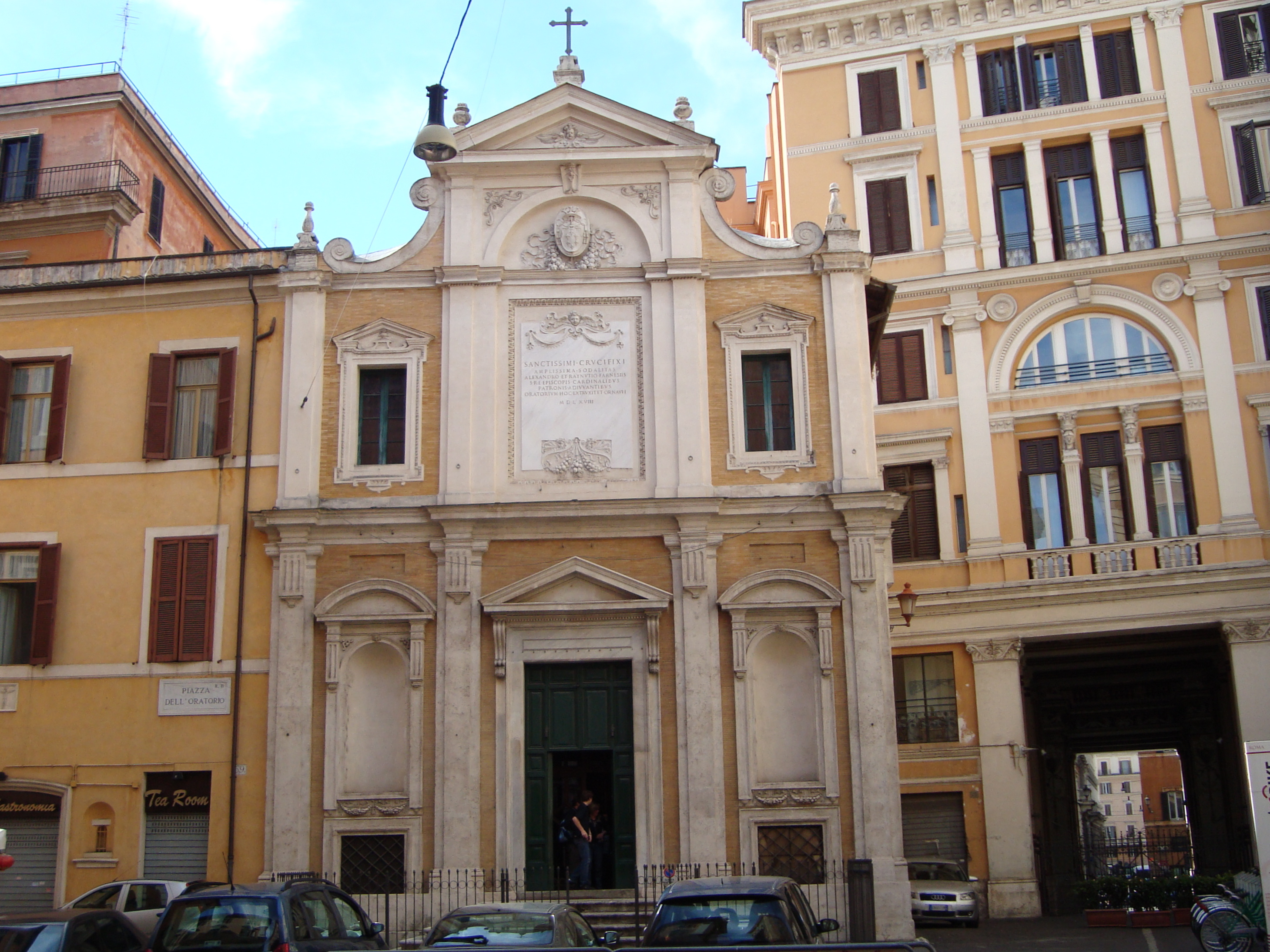
Giacomo della Porta: Kirche Santissimo Crocifisso

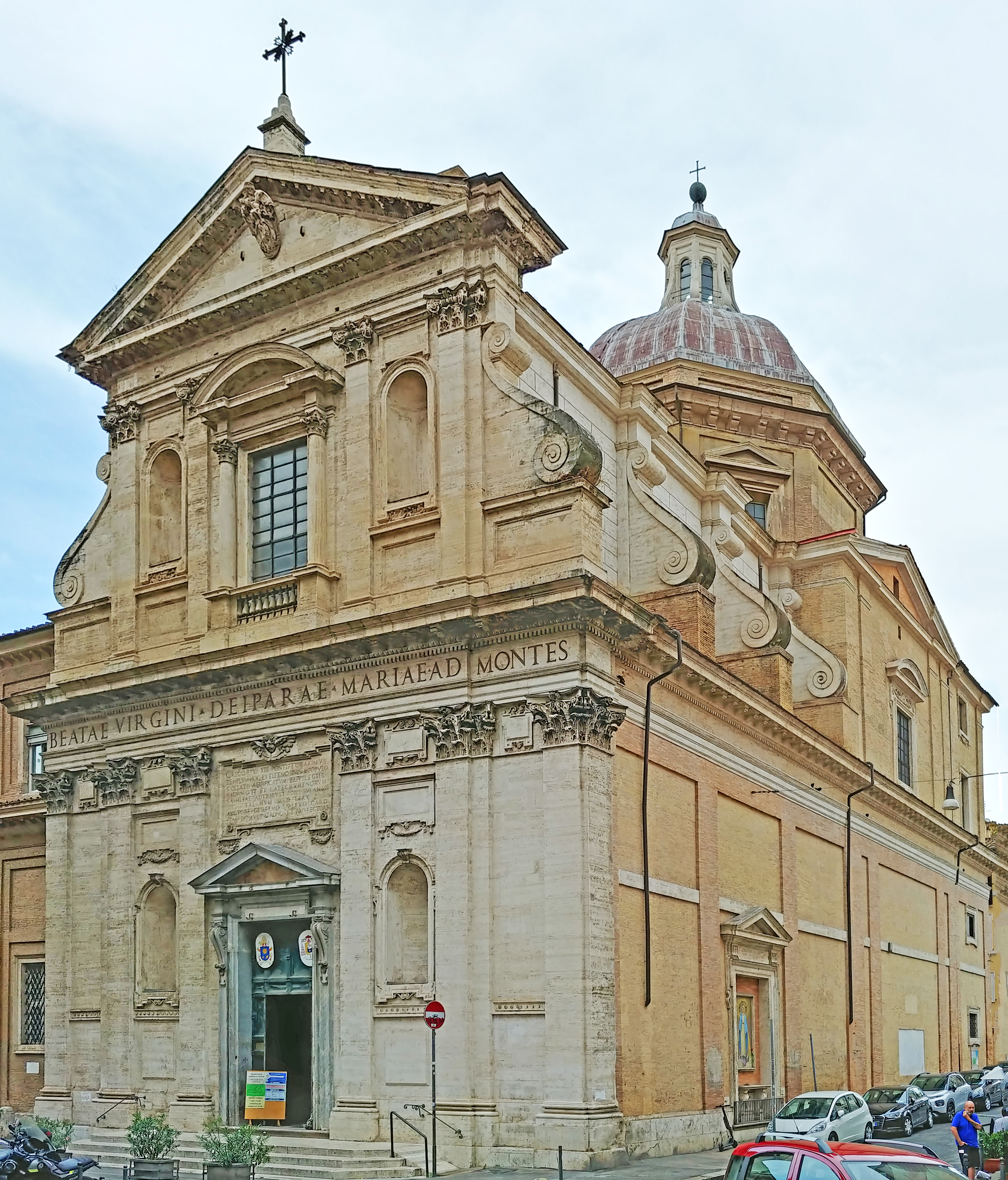
Giacomo della Porta: Kirche Santa Maria ai Monti

Später war er der Lehre Giacomo Barozzi da Vignolas verpflichtet und nach dessen Tod 1573 mit der Fertigstellung vieler seiner Projekte betraut u. a. der römischen Kirche Il Gesu. Die von ihm entworfene Fassade steht in ihrer Plastizität für eine neue Formsprache und wurde typprägend. Er änderte den auf Vignola zurückgehenden Entwurf durch eine stark gegliederte Ordnung mit Pilastern, Ädikulen an Mittelfenster und Hauptportal und fügte Wandnischen ein. Er übernahm auch die Stelle Vignolas als führender Bauleiter von Petersdom, die er bis 1562 innehatte. 1578–1590/1593? führte er mit Unterstützung von Domenico Fontana die drei Kuppeln des Doms nach den Plänen Michelangelos aus, wobei er Änderungen in der Lichtführung und den Proportionen vornahm. Dazu erhöhte er u. a. die Hauptkuppel um einige Meter. Im Auftrag Papst Gregor XIII. gestaltete er die Cappella Gregoriana (1573) im Petersdom.
Durch seine zahlreichen Werken wurde er stilbildend und zum bedeutendsten Architekten Roms, der bis heute das Stadtbild wesentlich prägt.
Er starb 1602 in Rom und wurde in der Basilika Santa Maria in Aracoeli begraben.

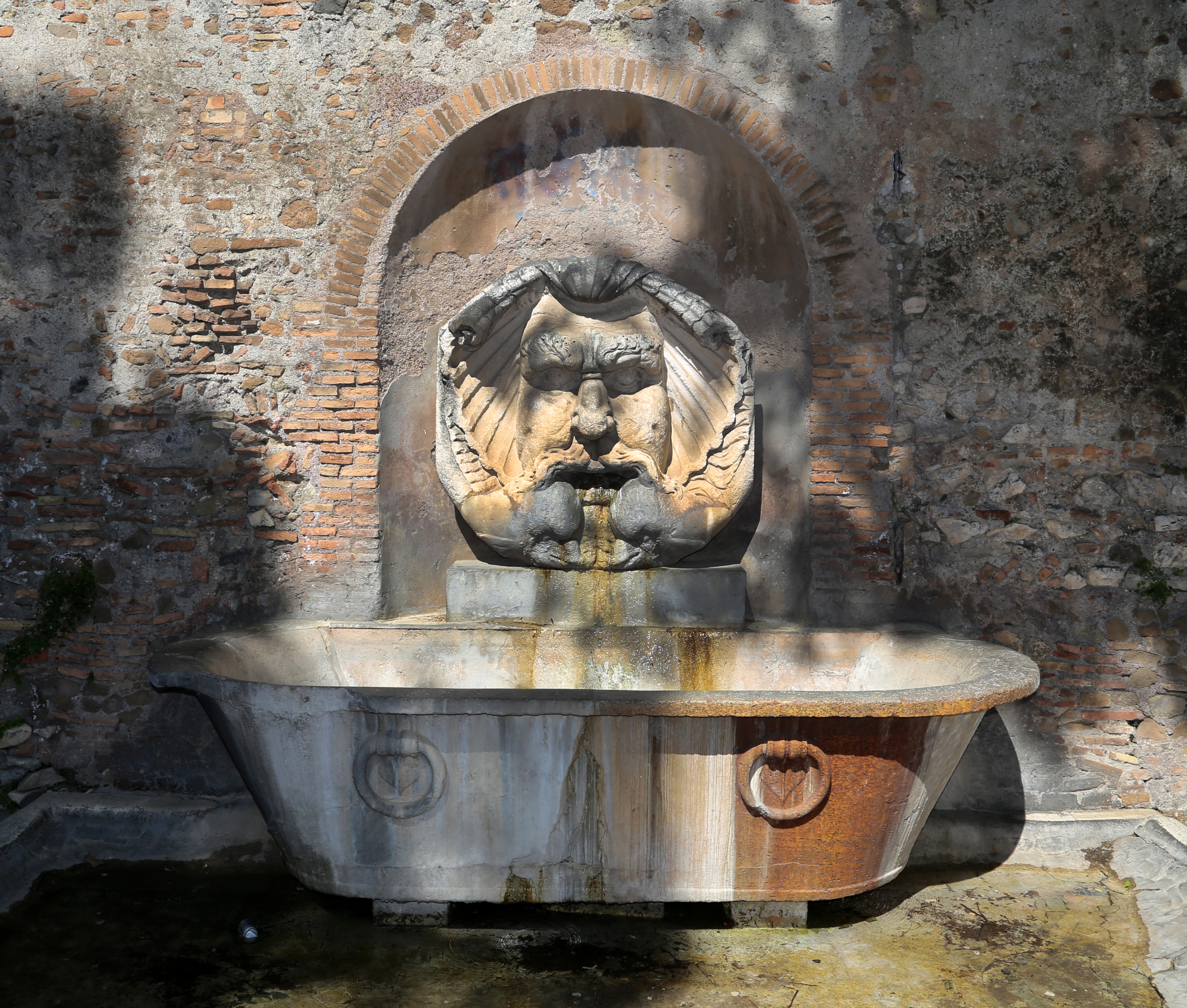
Brunnen mit antikem Wasserbecken und Maske

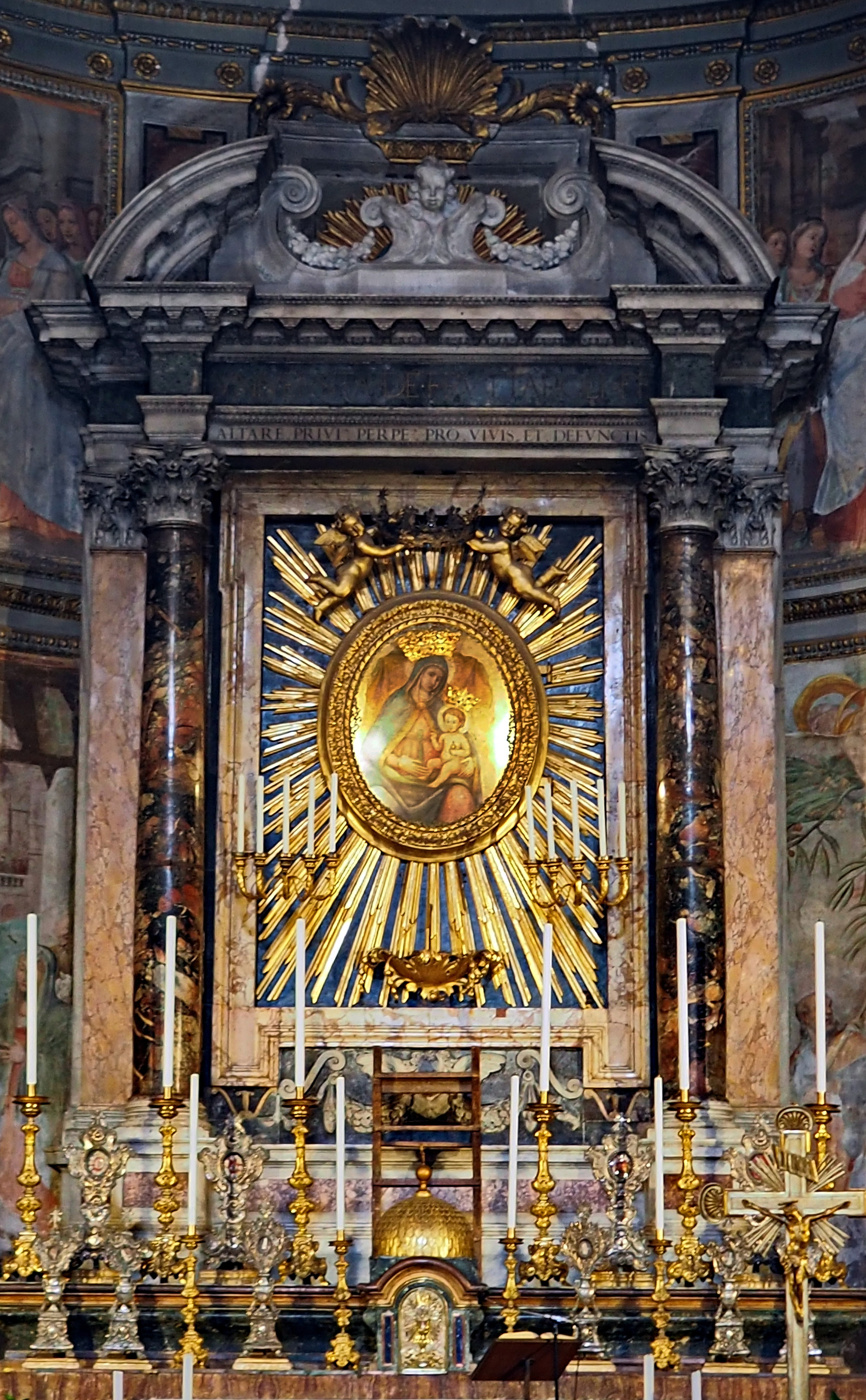
Kirche Santa Maria dell’Orto, Hochaltar

## Großprojekte
- Kapitol – Weiterführung der Arbeiten von Michelangelo
- Peterskirche – Weiterführung der Arbeiten von Michelangelo und Vignolas

## Weitere Bauten
Sakralbauten
- Oratorio Santissimo Crocifisso 1562–1567/68
- Santa Maria Maggiore – Cappella Sforza 1573
- Il Gesù – Bauleitung 1573, Fassade und Querschiff 1577–1584
- Santa Maria dell’Orto – Hochaltar 1578
- Santi Domenico e Sisto 1579
- Santa Maria ai Monti 1580/1581
- Sant’Atanasio dei Greci 1580–1583 – mit der ersten Doppelturmfassade in Rom
- San Luigi dei Francesi – Entwurf der Fassade 1580
- Santa Maria Scala Coeli 1582–1584
- Santa Trinità dei Monti 1585
- Sant’Andrea della Valle 1591
- San Paolo alle Tre Fontane 1599–1601
- San Nicola in Carcere – Fassade 1599
- San Giovanni dei Fiorentini 1600
- Santa Maria sopra Minerva – Cappella Aldobrandini 1600

Paläste
- Palazzo della Sapienza ab 1577
- Palazzo Capizucchi auf der Piazza Campitelli 1580
- Palazzo Maffei Marescotti 1580
- Palazzo Crescenzi-Serlupi 1585
- Palazzo Farnese 1589 – Ausbau und Fertigstellung
- Palazzo Fani Pecci-Blunt 2. Hälfte 16. Jahrhundert
- Palazzo Albertoni Spinola 1600
- Villa Aldobrandini in Frascati 1598–1603 – von Carlo Maderno vollendet; wurde zum Vorbild der Villenarchitektur des 17. Jh.

Brunnen

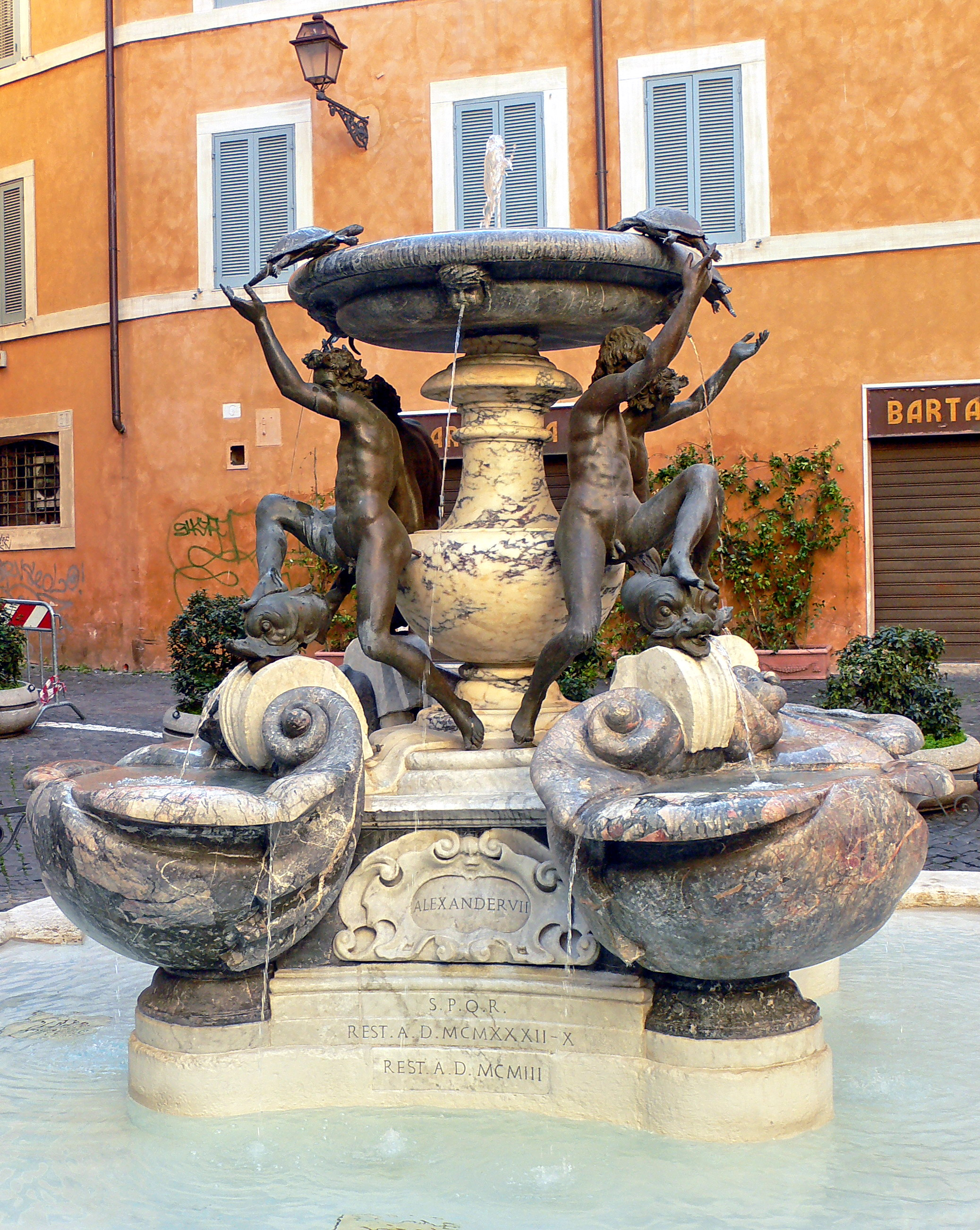
Schildkrötenbrunnen

- Brunnen auf der Piazza Colonna 1577–1585
- Fontana del Moro auf der Piazza Navona 1574; von Gian Lorenzo Bernini überarbeitet.
- Neptunbrunnen auf der Piazza Navona 1574; von Bernini überarbeitet.
- Brunnen auf der Piazza della Rotonda, vor dem Pantheon 1577–1585
- Schildkrötenbrunnen auf der Piazza Mattei 1581
- Fontana di Piazza ai Monti 1589
- Brunnen auf der Piazza di Santa Maria in Campitelli 1577–1585
- Brunnen auf der Piazza dell’Aracoeli 1589
- Fontana della Terrina vor der Kirche Santa Maria Nuova 1590